# Koch Ferenc
Koch Ferenc (Máramarossziget, 1925. november 15. – Köln, 1996. március 26.) fizikus, egyetemi tanár, kutató.

## Életútja
Középiskolai tanulmányait Máramarosszigeten és Kolozsvárt, a Római Katolikus Főgimnáziumban végezte (1944), a Bolyai Tudományegyetemen matematika-fizika szakon szerzett diplomát (1948). Diplomadolgozatának címe: Közelítő eljárások az atombeli elektronsűrűség kiszámítására. Doktori címét Iași-ban nyerte el Váltakozóáramú cirkuláris mágnesezés hőmérsékletfüggése című dolgozatával (1960). Lipcsében atommag-rezonanciát (1960), Göttingenben gamma-spektroszkópiát tanulmányozott (1972–73). A Bolyai Tudományegyetemen tanársegédként kezdte pályáját, 1964-től előadótanár (docens), 1979-től professzor a Babeș–Bolyai Egyetemen. Atom- és magfizikai tárgyú előadásait román és magyar nyelven tartotta.
A Matematikai és Fizikai Lapok fizikai rovatát szerkesztette (1958–63), a Fizikai kislexikon társszerkesztője (1976), a Korunk Évkönyv 1977 számára összeállította és értékelte az első Korunk-folyam (1926–1940) fizikai, kémiai és matematikai anyagát. Fontosabb szaktanulmányait a Studia Universitatis Babeș–Bolyai, Zeitschrift für Physik, Fizikai Szemle, Kernenergie, valamint különböző gyűjteményes kötetek közölték. Ismeretterjesztő írásai A Hét, Tanügyi Újság, TETT, Jóbarát, Igazság hasábjain jelentek meg. Egyetemi jegyzeteket szerkesztett, közreműködött több orosz és román nyelvű tankönyv fordításában.
70. életévének betöltésekor a Német Fizikai Társulat, amelynek tagja volt, levélben üdvözölte (az egyetem erről megfeledkezett). Az Eötvös Loránd Fizikai Társulat 1993-ban tiszteletbeli tagjává választotta.
Nyugdíjba vonulása után többnyire Németországban élő gyermekeinél tartózkodott. Kölnben halt meg, Melatenfriedhofban kapott végső nyughelyet.

## Kutatási területei
A mágnesezés hőmérsékletfüggése váltakozó áram hatására, mágneses atommag-rezonancia, különböző atommagfizikai detektorok.

## Kötetei
- Elemi részek (Heinrich Lászlóval, 1958);
- Atommagsugárzások (1963);
- Hogyan oldjuk meg a fizikai feladatokat? (Heinrich Lászlóval, 1972, megjelent románul és németül is);
- A tuneleffektus (társszerzőkkel, 1976);
- Atomfizikai alapismeretek (1980).

## Társasági tagság
- Eötvös Loránd Fizikai Társulat tiszteletbeli tagja
- Erdélyi Múzeum-Egyesület (EME) tagja